# Famille Goüin
 (novembre 2024).
La famille Goüin est une dynastie française de banquiers et d'industriels.

## Histoire
La famille Goüin, d'après ses titres et ses traditions, est une famille catholique originaire de Rennes ou de ses environs, en Bretagne. Elle y était honorablement connue et, lors de la vérification des titres nobiliaires de 1531, elle fut maintenue dans ses droits et armoiries : D'azur à la croix tréflée d'or (ou, selon les documents, D'azur à la croix fleurdelisée d'argent). L'un de ses membres, Antoine Goüin (ou Gouyn), négociant, vint se fixer en Touraine, à Preuilly, à l'aube du XVIIe siècle.
Antoine Goüin eut de Madeleine Joubert quatre enfants, dont l'un, Antoine, devint curé de Saint-Melaine de Preuilly et fonda la chapelle de Notre-Dame-de-la-Paix-de-Chantereine en 1674, un autre fils, Pierre, qui se fixa à Paris, une fille, Claude, qui épousa Pierre Dupleix, receveur des aides et gabelles au Blanc (Berry), et un autre, Jacques Goüin, sieur de Verdet, maître-chirurgien et bourgeois de Tours, qui se fixa à Tours.
Pierre Gouin, qui s'était fixé à Paris, eut un fils, également prénommé Pierre (1663-1739), sieur de la Quemeraye et du Courtillon (Guichen), qui, bourgeois de Paris, s'installa à Rennes, dont il devient sous-doyen de messieurs les échevins de la Communauté de Rennes et acquit les manoirs de la Quemeraye et du Courtillon à Guichen. Il eut plusieurs enfants : François (1695-1749), sieur de La Quemeraye, conseiller du roi et conseiller-maître en la Chambre des comptes de Bretagne, qui eut une fille mariée à Léonard Droüet de Montgermont ; Gillonne (1699-1787), épouse de Michel Joachim Luce de La Galonnais (lieutenant général au présidial de Nantes) ; Perrine Mathurine (1700-1779), épouse d'André Mathurin Chéreil de La Rivière (fils de Mathurin Chereil de La Rivière) ; et Françoise Rose (1705-1795), épouse d'Yves René Louis Courtoys de La Ville-Asselin (greffier en chef au parlement de Bretagne et grands-parents de Pauline Pinczon du Sel).
D'un premier mariage en 1641 avec Marthe Toytault-Jadia, fille d'Étienne, seigneur de Florandie, Jacques, fils d'Antoine Goüin, eut : François, Antoine et Joseph ; ce dernier, également chirurgien, épousa Madeleine Guerineau en 1680. Jacques contracta une seconde union avec Anne Brunet, qui mit au monde deux fils, Henri, notaire royal et bourgeois de Tours, et un autre, lequel fut seigneur des Ormeaux.
La carrière de négociant fut reprise par le fils d'Henri, Henri-François Goüin (1686-1748). D'une intelligence ferme et d'une volonté résolue, Henri François fonda en 1714 la Banque Goüin à Tours. Il acheta en 1738 l'hôtel particulier, aujourd'hui connu sous le nom d'hôtel Goüin. Il avait épousé Marie-Anne Boisseau, fille de Pierre, notaire royal, et eut trois enfants : Pierre Bonaventure (1733-1811), sieur de la Boissière, négociant et juge-consul à Tours, qui reprit la direction de la maison de commerce et devient propriétaire du château de la Chaumette et des manoirs de la Boissière et de la Rotière ; Geneviève Marguerite (1736-1807), mariée à Guillaume du Baut (ou Dubault), conseiller du roi et receveur des tailles en l'élection de Tours, et Henri Pierre (1732-1782), négociant et banquier, juge-consul, administrateur de l'Hôpital général de Tours, fabricien de la basilique Saint-Martin de Tours et qui reprendra la direction de la Banque Goüin à la suite de son père.
Henri Pierre épousa Anne Marie Renée Leroux, fille de Jacques Leroux, marchand-fabricant et négociant, procureur de la communauté des marchands maîtres-ouvriers en soie de Tours, propriétaire de la Plaine-Fondettes, et de Marie-Anne Baudichon, deux familles de l'importante bourgeoisie marchande de Tours, et tante de l'épouse de Marie-Félix Faulcon de La Parisière, président du Corps législatif. Ils eurent six enfants : Henri Jacques Goüin-Moisant, banquier, maire de Tours, député ultra-royaliste sous la Restauration ; Anne Marie Céleste, née en 1759, qui épousera en 1776, Jacques Boësnier de Clairvaux, écuyer, adjoint au maire de Blois et maire de La Chaussée-Saint-Victor, neveu de l'économiste Paul Boësnier de l'Orme ;  Agathe Charlotte Pauline (1764-1849), qui se mariera en 1783 à Pierre Charles Gondouin (1744-1823), conseiller du roi, avocat au parlement, notaire au Châtelet de Paris, à qui le futur Louis XVIII avait laissé en dépôt une somme considérable lors de son départ en immigration, et qui, propriétaire du château de la Prousterie à Avezé, deviendra conseiller général de la Sarthe de 1800 à 1816 et président de l'assemblée cantonale (il était le fils de Pierre, conseiller du roi en l'élection de Saumur, et de Jeanne Marie Bourrey de Morel) ; Geneviève Justine Chantal, née en 1769, femme en 1788 du chevalier Constantin Alexandre de Touraille, maître en la Chambre des comptes de Normandie, maire de Happonvilliers et conseiller général d'Eure-et-Loir, propriétaire du château de la Genillère (leur fille Anne Justine Henriette (1790-1867) épousera, en 1808, le général Alphonse, marquis du Tillet, chef d'escadron à l'Armée de Condé) ; Augustin Raymond (1770-1832) sera négociant à Morlaix, administrateur de la maison de Charité et contrôleur de la Manufacture des tabacs de Morlaix, et épousera une des filles d'Armand Joseph Dubernad puis Lucile Duquesne (fille du maire Denis Duquesne et veuve du capitaine de frégate Gabriel Moreau, frère du général et du préfet).
Le troisième enfant de Henri Pierre, Alexandre Pierre François Goüin, dit de La Grandière (ou du Tillais ou Dutailly, 1760-1832) fut directeur de la Banque Goüin, propriétaire du château d'Hodebert, officier municipal, président du collège électoral d'Indre-et-Loire, du tribunal de commerce de Tours, de la chambre de commerce et de la Société d'agriculture, arts, sciences et belles-lettres du département d'Indre-et-Loire de 1825 à 1832. Il épousa en 1785 dans la chapelle du château de la Plaine-Fondettes, Marie Magdeleine Benoist de La Grandière (1763-1840), fille d' Étienne Benoist de La Grandière, et furent entre autres les parents d'Alexandre Goüin, ministre sous la monarchie de Juillet.
Une branche se fixa à Nantes et une autre à Paris.

## Liens de filiation entre les personnalités notoires

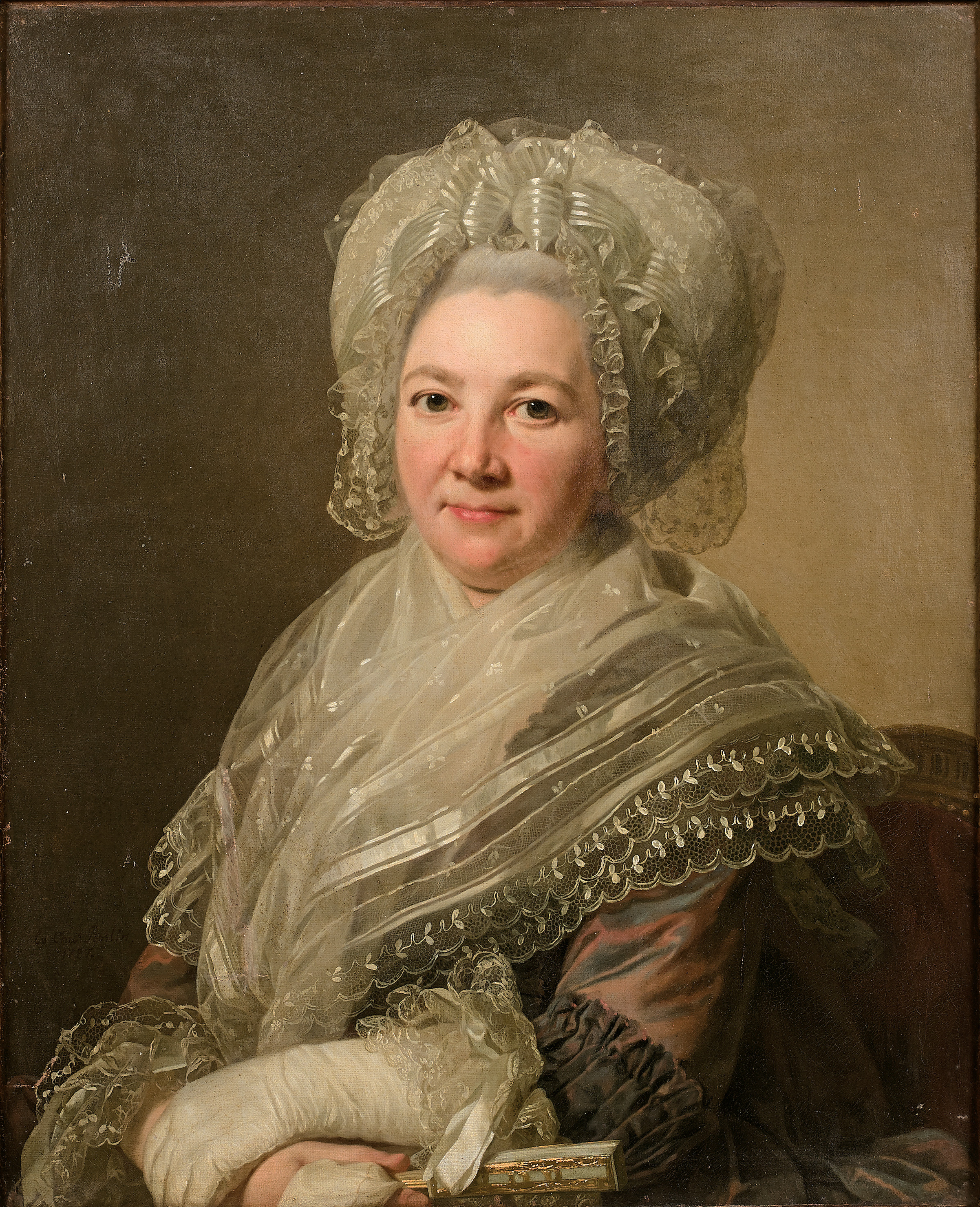
Portrait de Mme Henry Pierre Goüin, née Anne Marie Renée Leroux de Broons (1737-1808), par Alexander Roslin
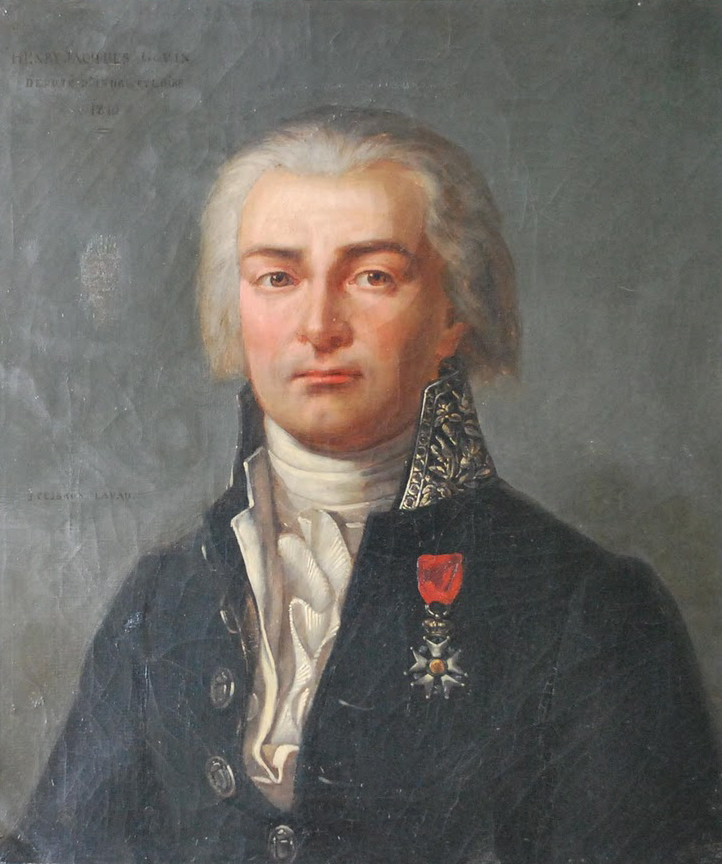
Portrait d'Henri Jacques Goüin-Moisant (1758-1823)
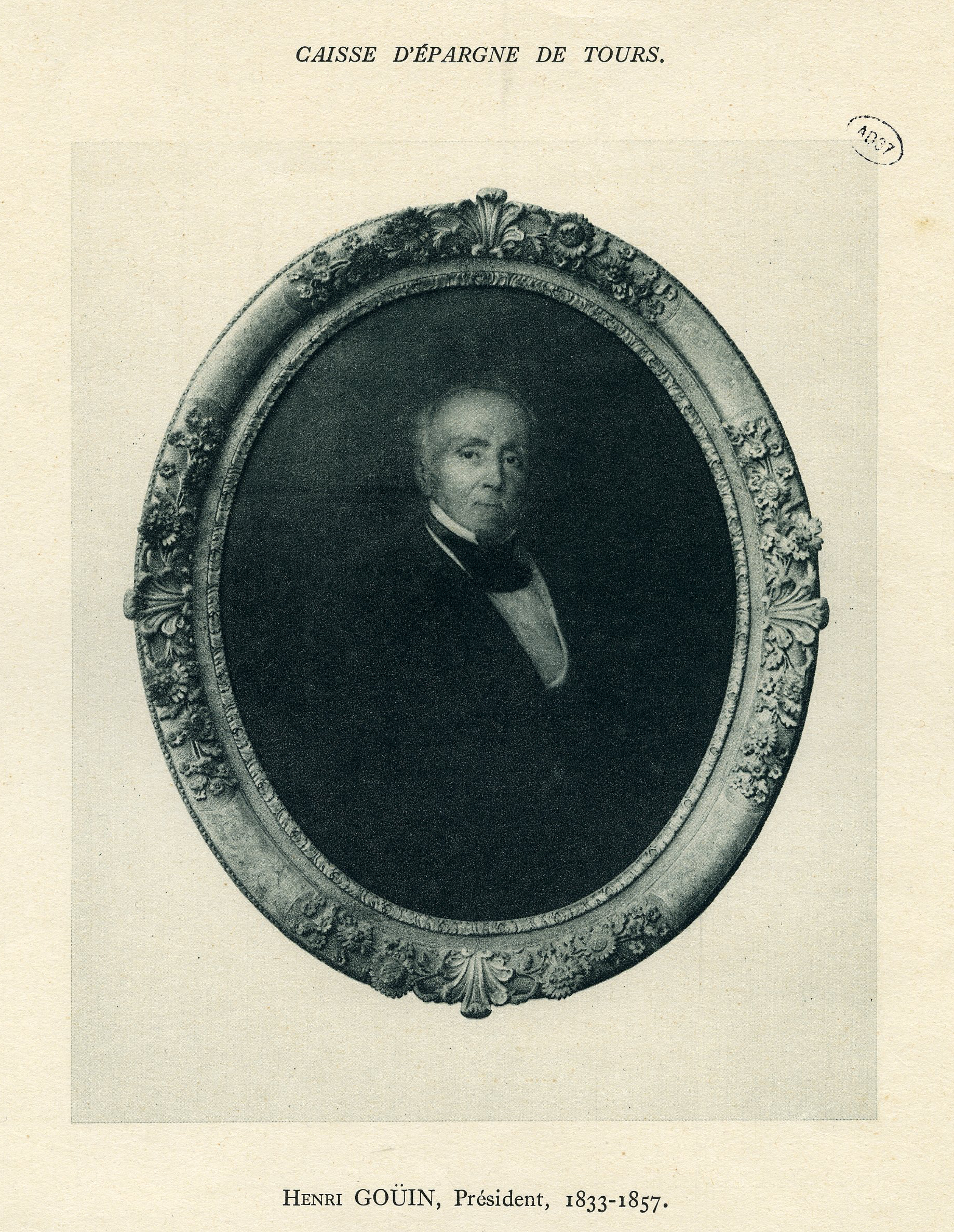
Portrait d'Henry Goüin (1782-1861)
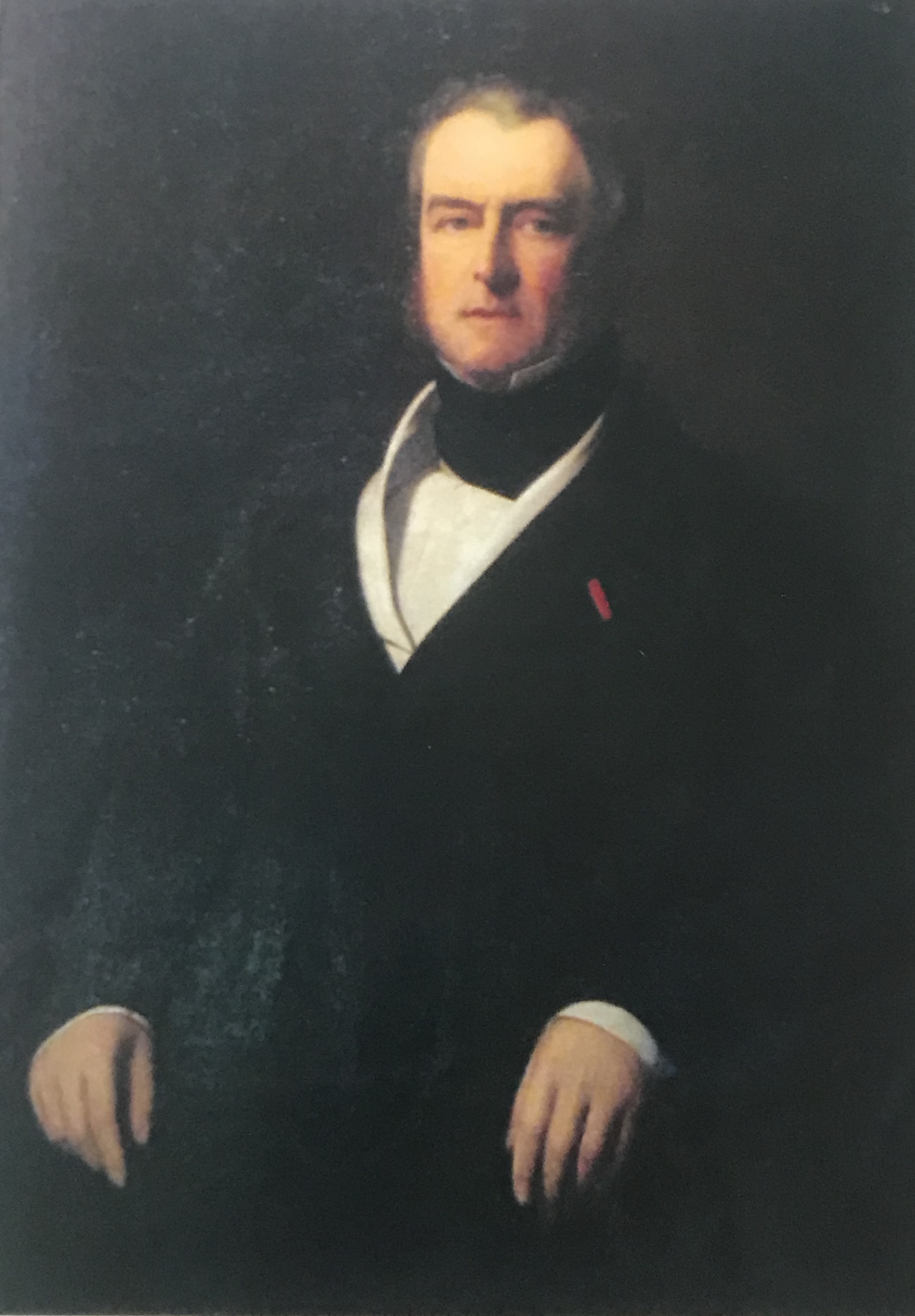
Portrait d'Alexandre Goüin (1792-1872)
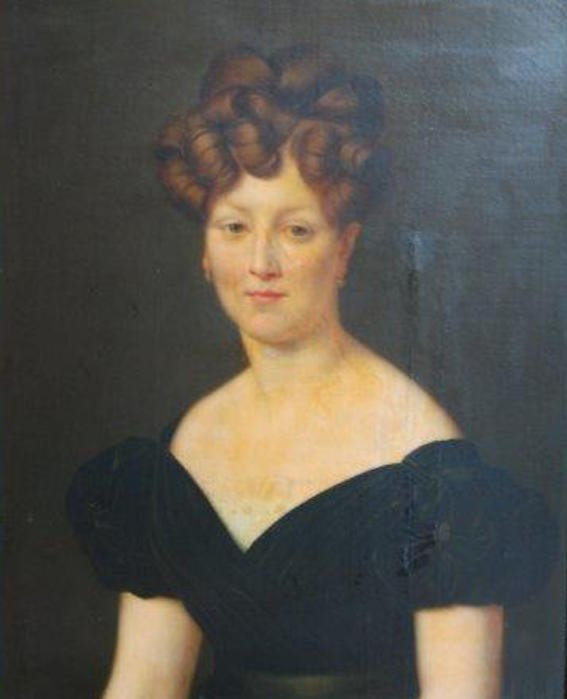
Portrait de Mme Goüin, née Elisa Dumoustier (1800-1872)
Portrait d'Ernest Goüin (1815-1885)
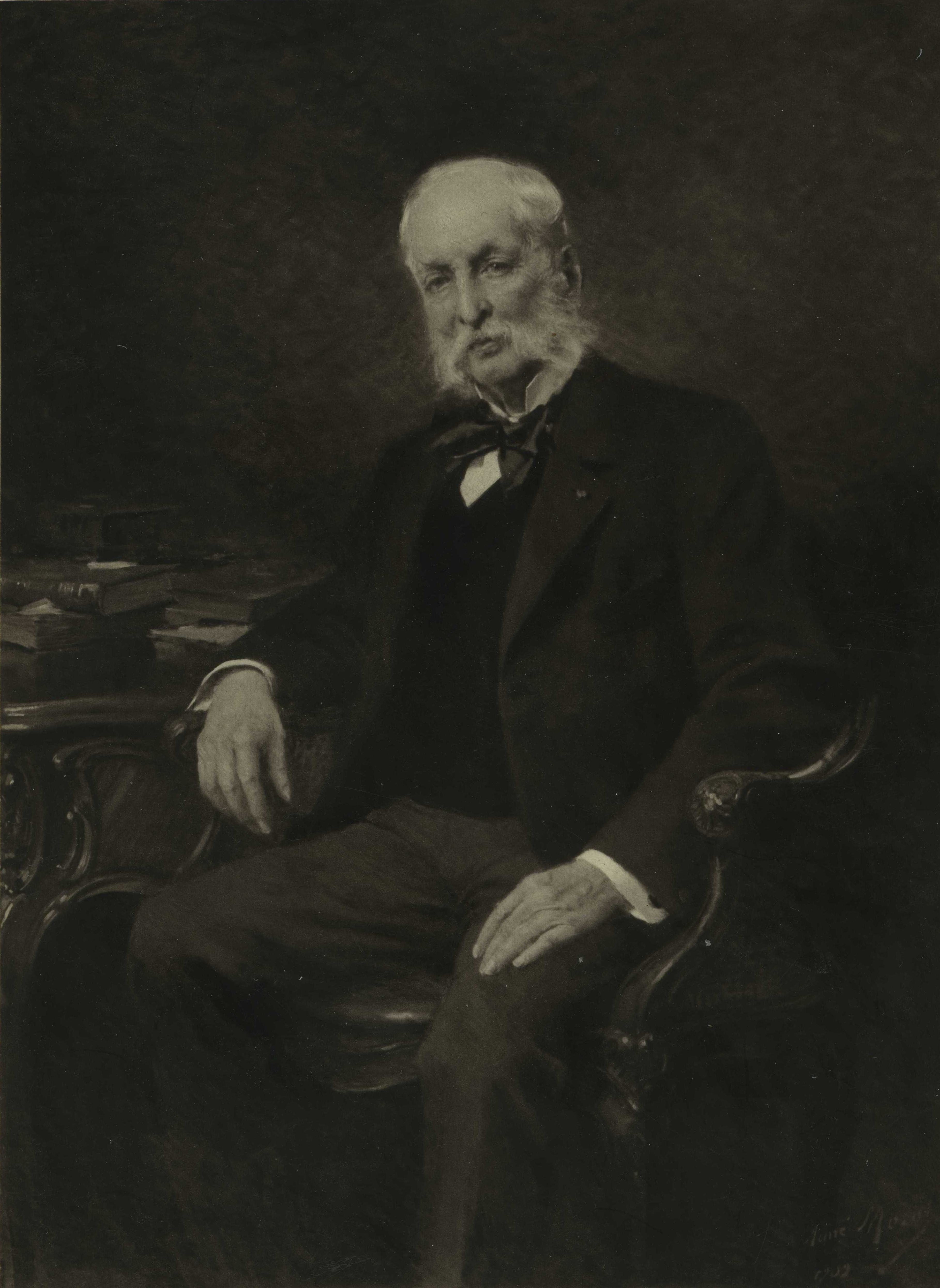
Portrait d'Eugène Goüin (1818-1909), par Aimé Morot
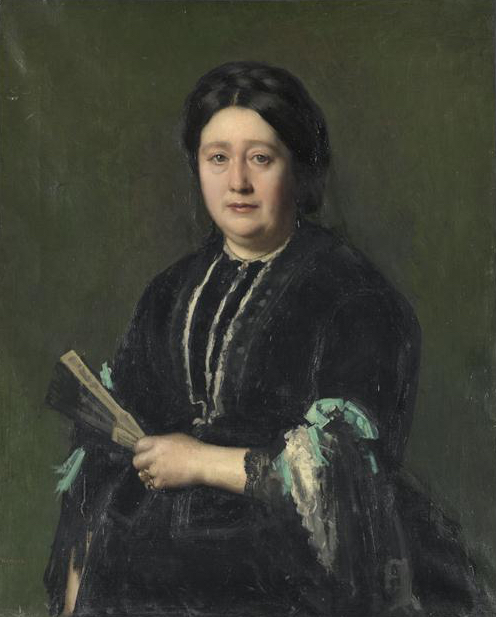
Portrait de Mme Jules Gallay, née Laure Goüin (1826-1892), par Jean-Jacques Henner (Musée Henner)
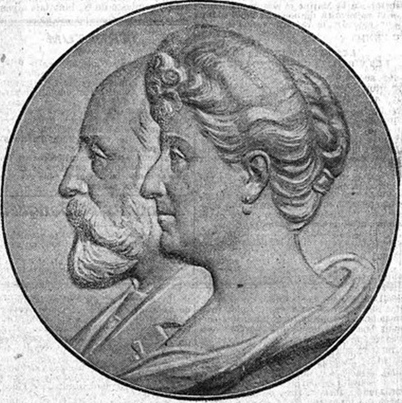
Médaillon en mémoire de M. et Mme Jules Goüin (1846-1908)
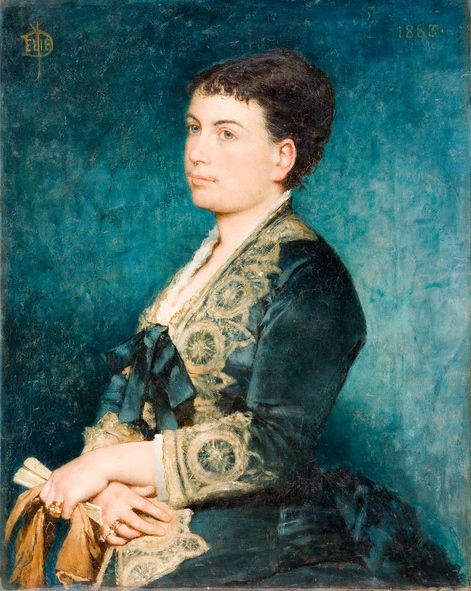
Portrait de Mme Georges Guiard, née Fanny Goüin (1852- ), par Jules-Élie Delaunay (Musée des Beaux-Arts de Nantes)
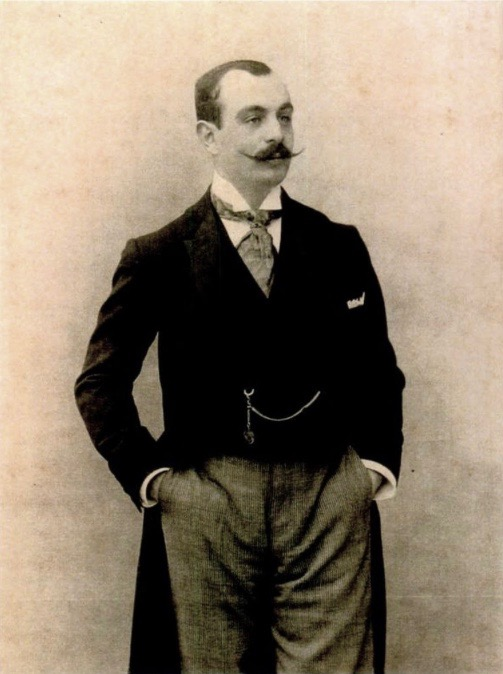
Photographie d'Édouard Goüin (1876-1922)
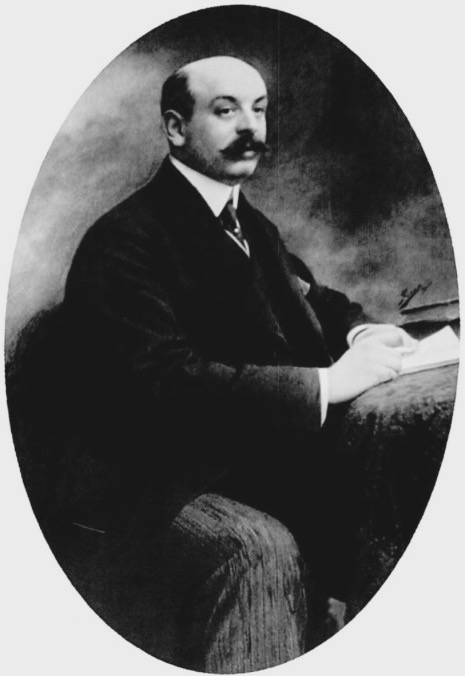
Portrait de Gaston Goüin (1877-1921)
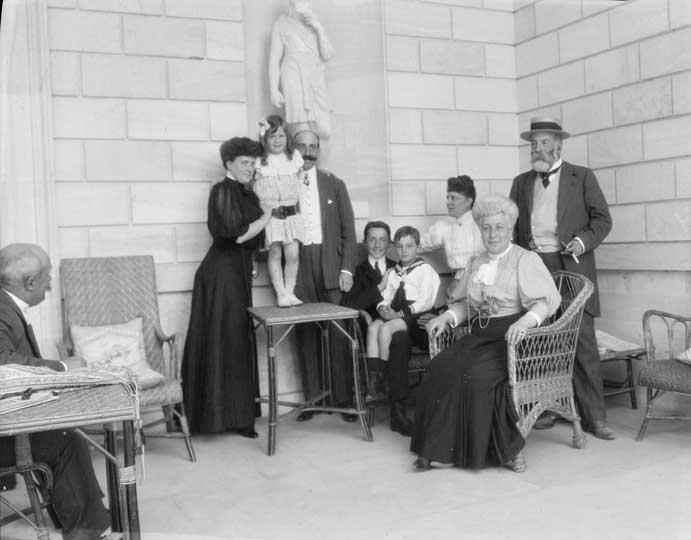
La famille Goüin sur le perron du palais abbatial de Royaumont
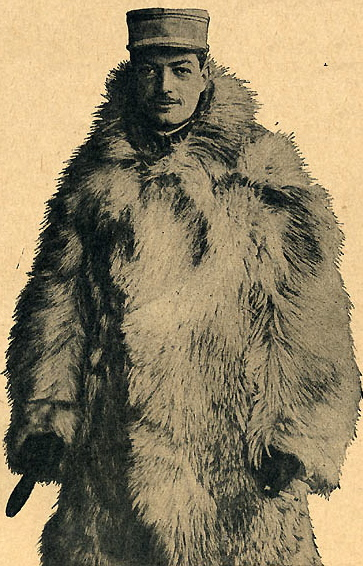
Photographie de Jacques Goüin (1887-1917)
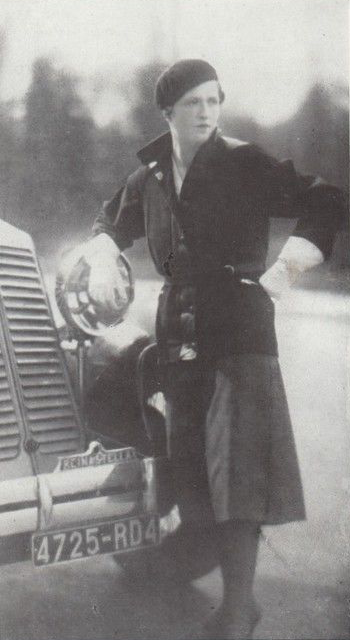
Magdeleine Goüin (1901-1949), comtesse de Ganay

## La Banque Goüin

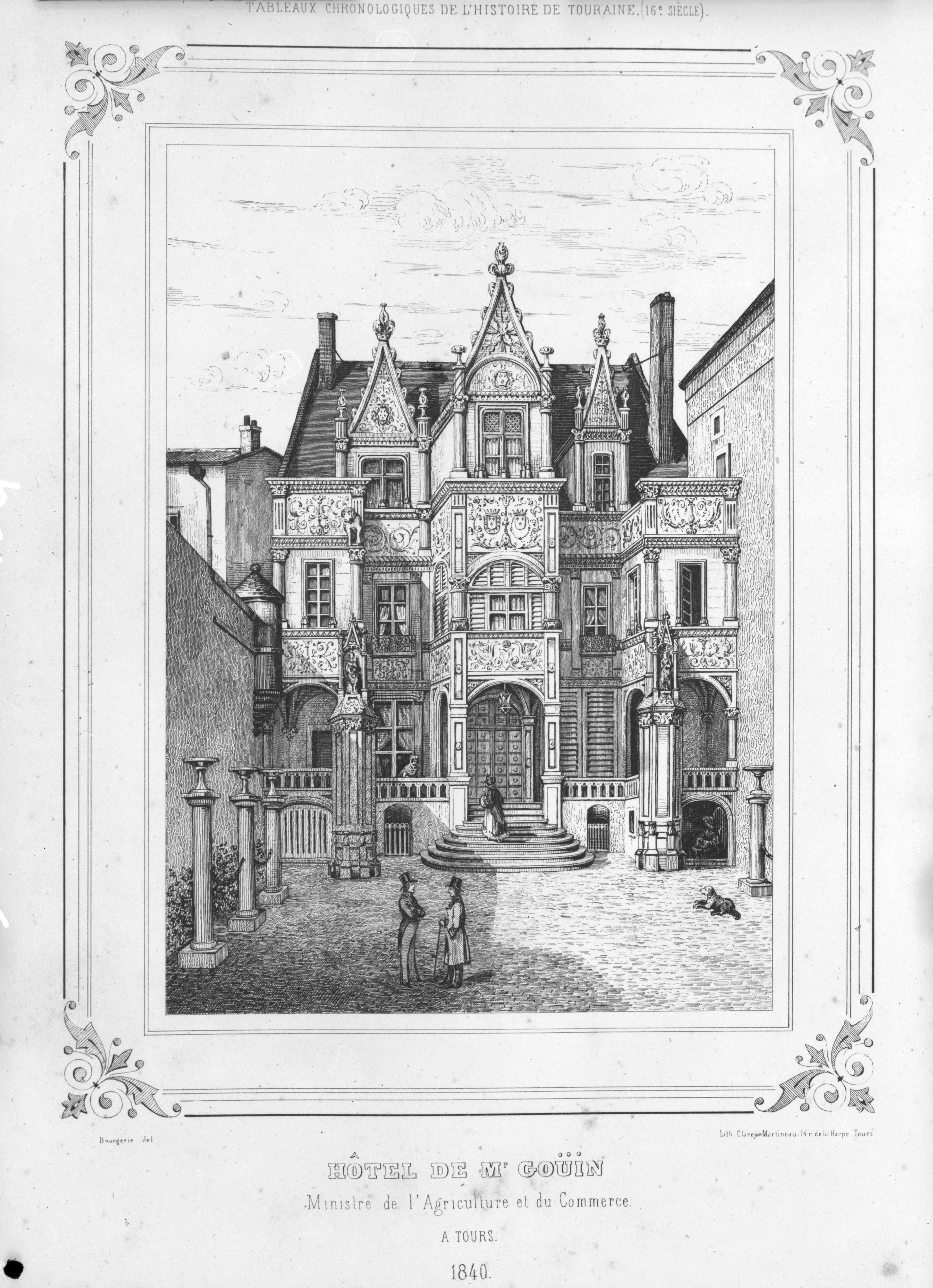
L'hôtel Goüin à Tours hébergea un temps la banque familiale.

La Banque Goüin, fondée à Tours en 1714 par Henri François Goüin, connut un grand développement et existera durant plus de deux siècles, disparaissant au cours du XXe siècle, après sa fusion avec le Crédit Industriel de l'Ouest en 1958. À la mort de son père, Henri Pierre Goüin reprit les affaires de la banque ; par la suite, ses deux fils, Henry Jacques Marie et Alexandre Pierre François reprirent la maison sous le nom de banque Goüin frères. Leurs fils ainés respectifs, Henri et Alexandre Goüin, leur succédèrent, et ainsi de suite. La banque Goüin était une banque locale, mais privilégiée par les liens avec les banquiers parisiens. Sa clientèle se répartissait entre la région de Tours, Paris et l'Angleterre ; elle était principalement composée de l'aristocratie locale, de grands propriétaires terriens et de banquiers et industriels.
La crise financière de 1847-1848 engendra des difficultés de trésorerie et entraîna l'émission de bons. Dès 1845, l'escompte constituait l'une des grandes activités de la banque Goüin, lui permettant ainsi de retrouver rapidement la voie de la prospérité.
Elle participa à l'activité économique de sa région et contribua à son développement. Au point de vue local, elle contrôlait la papeterie de La Haye-Descartes , finançait la colonie pénitentiaire de Mettray, était actionnaire entre autres des Magasins généraux de Tours, de la Société Viollet et Cie de Tours, de la fabrique de Langeais, de la Société Delaunay, de la Société des usines de Portillon, de la maison Mame et fils, de la Société des procédés l'Hermite.
Elle possédait des intérêts dans la Compagnie du chemin de fer de Paris à Orléans, la Manufacture des Glaces d'Aix-la-Chapelle, le comptoir de La Calle, la Compagnie des chemins de fer Bône-Guelma, la Caisse générale du commerce et de l'industrie, du Crédit mobilier, le Crédit foncier de France, le Crédit foncier autrichien, la Société générale, la Banque de Paris et des Pays-Bas (dont elle fut durant de longues décennies l'un des deux plus importants actionnaires).
Elle fut la correspondante de Rothschild Frères à Tours et a entre autres compté dans ses clients parisiens Eugène Bertin, la CNP, François Delessert et Cie, Benoît Fould, Mallet frères et Cie, Rothschild Frères, F.A. Seillière, Schneider, ...
La banque Goüin, caisse de Nantes, augmenta son capital et se transforma en banque Goüin père, fils et Cie en 1846. La faillite de la maison de banque Goüin, père et fils et Cie, en 1867, constitua alors le plus grand sinistre financier qui ait jamais frappé la place de Nantes. Le passif a été évalué à environ 6 000 000.

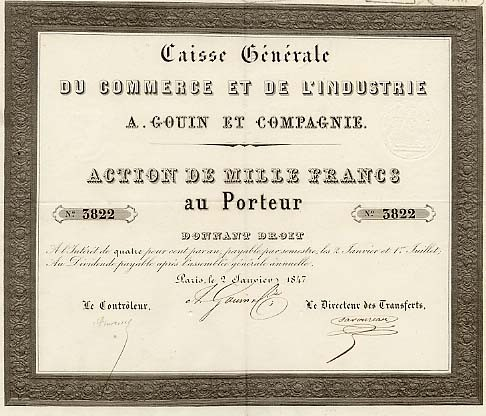
Caisse générale du commerce et de l'industrie A. Goüin et Compagnie (ex. Laffitte).

Alexandre Goüin prit le contrôle de la Caisse générale du commerce et de l'industrie (1844), sous la raison sociale Caisse générale du commerce et de l'industrie A. Goüin et Cie.

## L'industrie
L'industrie familiale se développe avec Ernest Goüin (1815-1885), polytechnicien, qui fonde en 1846 la société Ernest Goüin et Cie, devenue Société de construction des Batignolles en 1871, première société française de construction de matériel ferroviaire. Cette société se diversifiera dans les travaux publics et est aujourd'hui devenue la société Spie Batignolles.

## Résidences et propriétés
- Château de la Plaine (Fondettes)
- Château de Beaujardin (Tours)
- Château d'Hodebert (Saint-Paterne-Racan)
- Château des Grandes-Brosses (Mettray)
- Château de Méré (Pont-de-Ruan)
- Château de la Billetrie (Fondettes)
- Château de Vaudenuits (Vouvray)
- Château de la Cour-au-Berruyer (Cheillé)
- Château de la Chaumette (Joué-lès-Tours)
- château des Douets (Saint-Symphorien, Tours)
- Château de la Prousterie (Avezé)
- Château de la Gaudinière (Nantes)
- Château Saint-Georges (Nantes)
- Château de l'Essongère (Saint-Herblain)
- Château du Banel (Matton-et-Clémency)
- Manoir de la Rotière (Joué-lès-Tours)
- Manoir de Malitourne (Luynes)
- Manoir de la Moisanderie (Saint-Cyr-sur-Loire)
- Manoir de la Boissière (Tauxigny)
- Manoir de Saché (Saint-Paterne-Racan)
- Domaine de la Razaie (Rochecorbon)
- Domaine de La Cadorerie - Le Chalet (Souvigné)
- Manoir de la Cantrie (Saint-Fiacre-sur-Maine)
- Manoir du Bâtiment (Chéméré)
- Manoir de la Quemeraye (Guichen)
- Manoir du Courtillon (Guichen)
- Manoir de la Chaussée (Rennes)
- Manoir du Bois-Teilleul (Saint-Jacques-de-la-Lande)
- Manoir de l'Île-Blanche (Locquirec)
- Palais abbatial et abbaye de Royaumont (Asnières-sur-Oise)
- Villa Desmarest (Croissy-sur-Seine)
- Villa Goüin (Capoterra)
- Hôtel particulier du no 2 de la berge de la prairie (Croissy-sur-Seine)
- Hôtel particulier du no 4 de l'avenue Vélasquez (Paris 8e)
- Hôtel d'Augny (Paris 9e)
- Hôtel Laffitte (Paris 9e)
- Hôtel du no 33 de la rue de Lisbonne (Paris 8e)
- Hôtel particulier du no 4 de l'avenue Milleret-de-Brou (Paris 16e)
- Hôtel du no 4 de la rue Cambacérès (Paris 8e)
- Hôtel particulier du no 12 de la rue Jacques-Bingen (Paris 17e)
- Hôtel du no 15 de la rue de Marignan (Paris 8e)
- Hôtel du no 44 de la rue de la Ville-l'Évêque (Paris 8e)
- Hôtel du no 81 de la rue de Monceau (Paris 8e)
- Hôtel Goüin (Tours)
- Hôtel de la Crouzille, dit hôtel de la Vallière (Tours)
- Hôtel de la Massetière (Tours)
- Hôtels particuliers du no 33 (dit du Président Goüin, Sagey), du no 37 (dit du Saussay, Goüin, Auvray, de Rochambeau, puis de l'Économie française), du no 56 et du no 116 (manoir Béranger) du boulevard Béranger (Tours),
- Hôtel particulier du no 12 de la rue Émile-Zola (Tours)
- Hôtel du no 13 de la rue de la Grandière (Tours)
- Hôtel du no 38 de la rue de Clocheville (Tours)

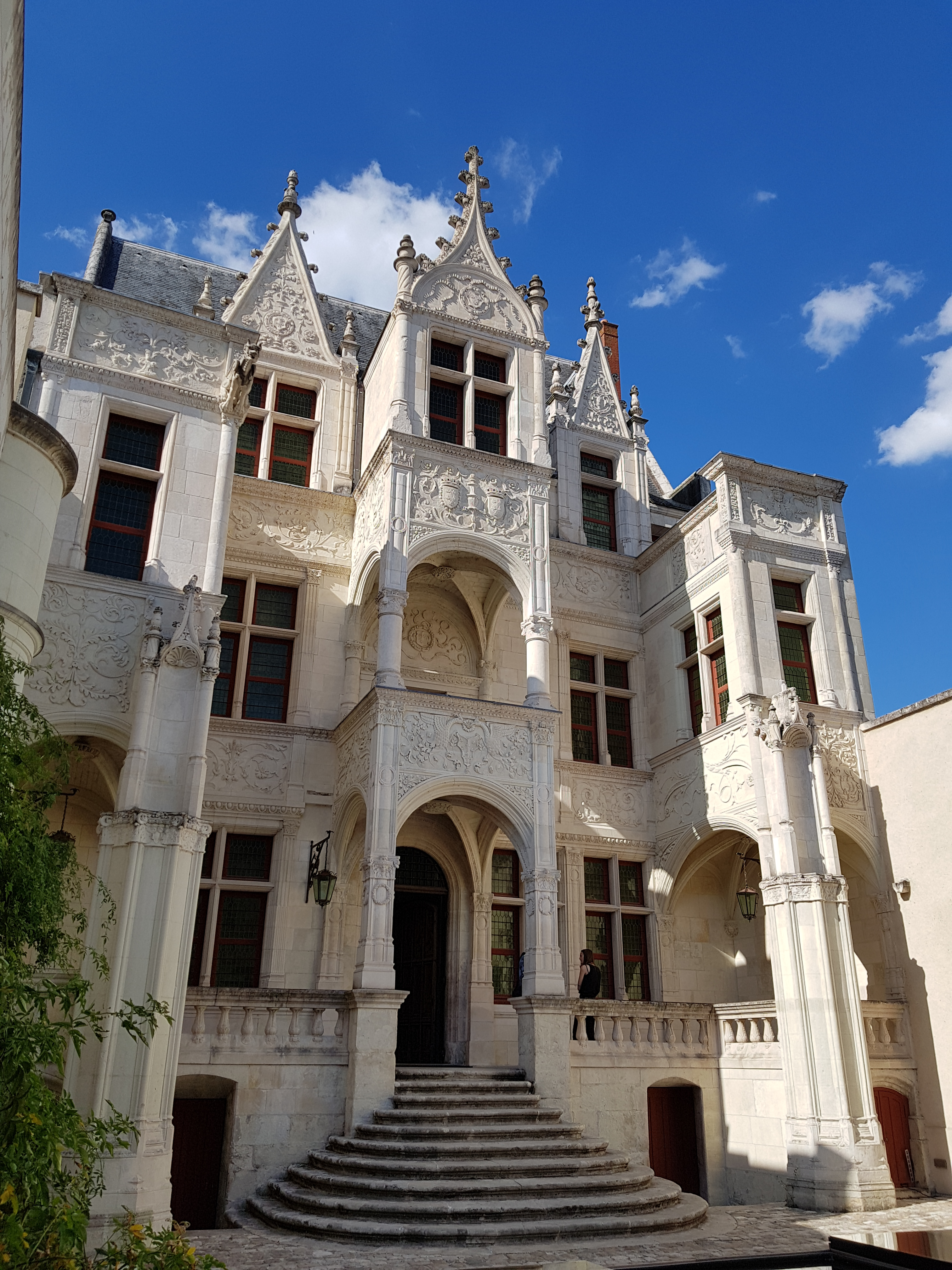
L'hôtel Goüin (Tours)
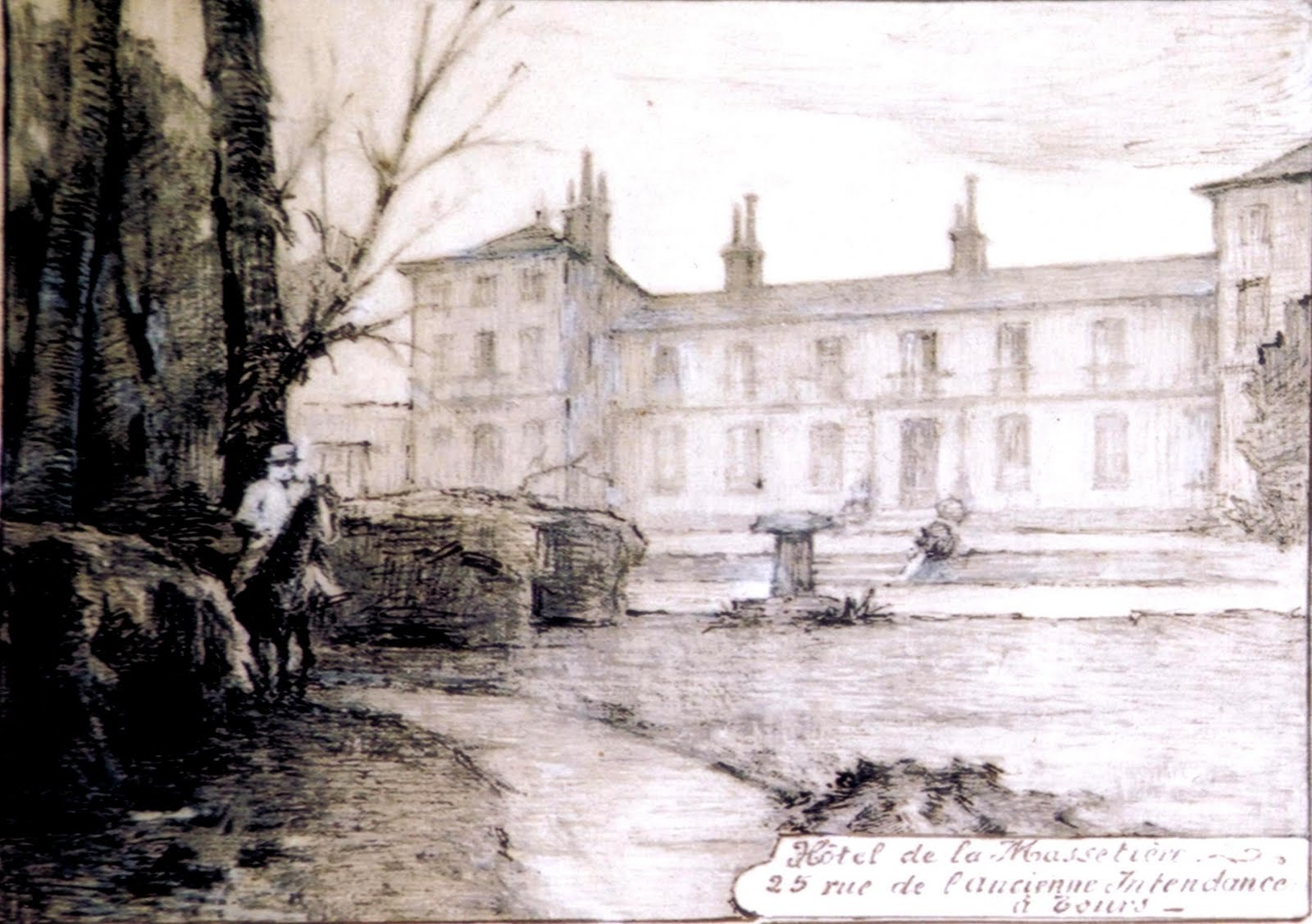
L'hôtel de la Massetière (Tours)
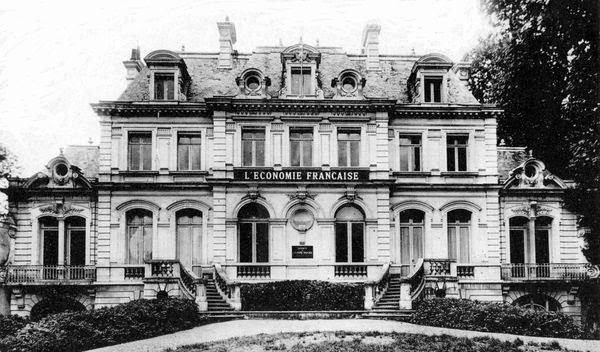
L'hôtel du Saussay (Tours)
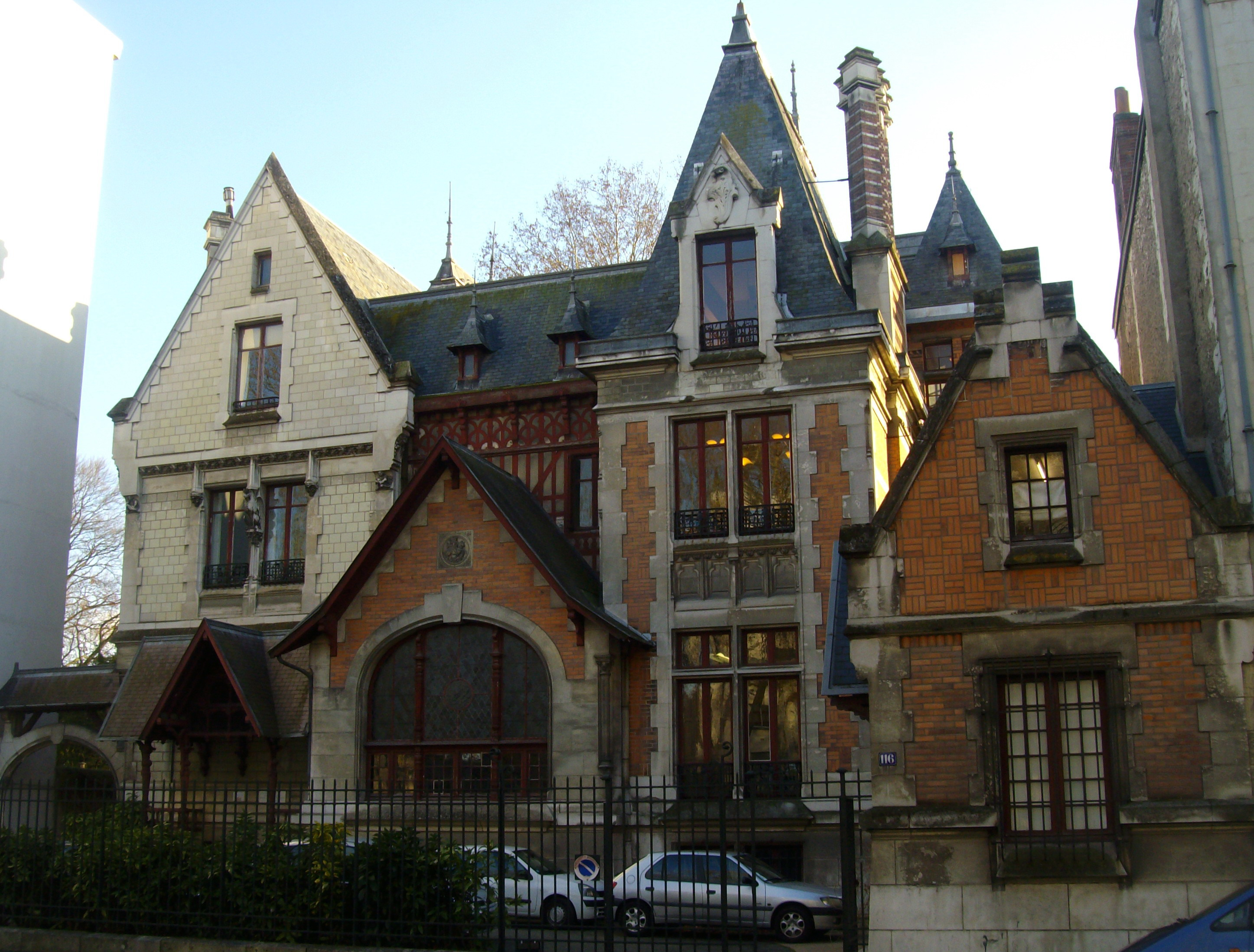
Le manoir Béranger (Tours)
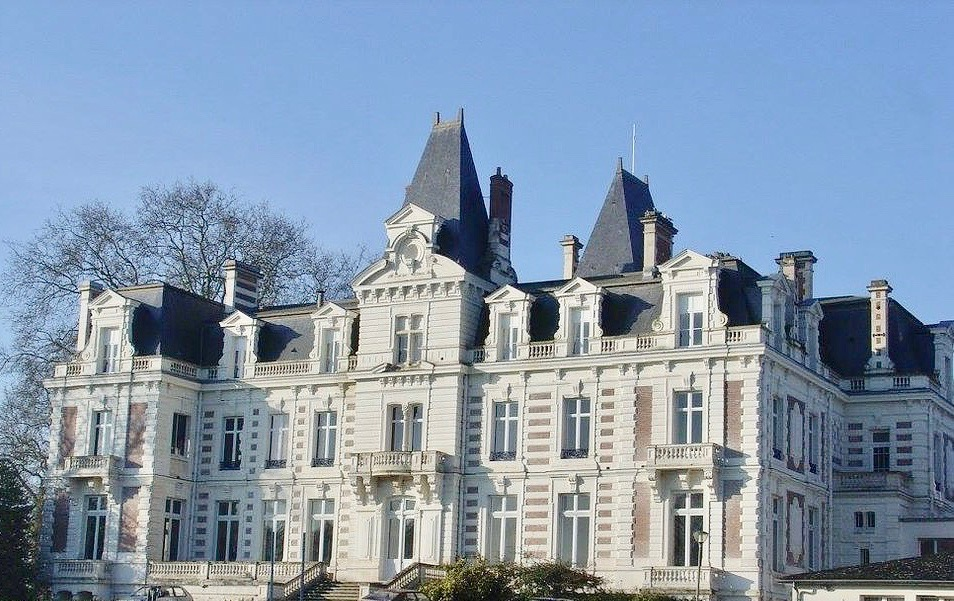
Le château de la Plaine (Fondettes)
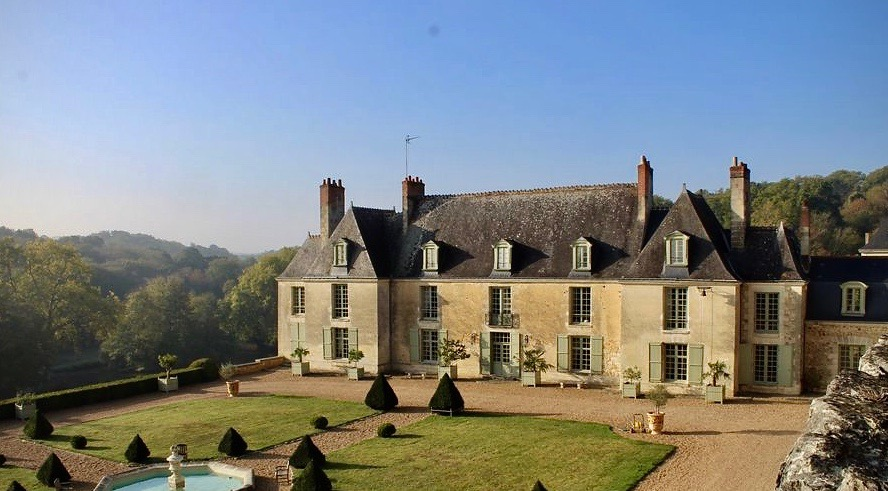
Le château d'Hodebert (Saint-Paterne-Racan)
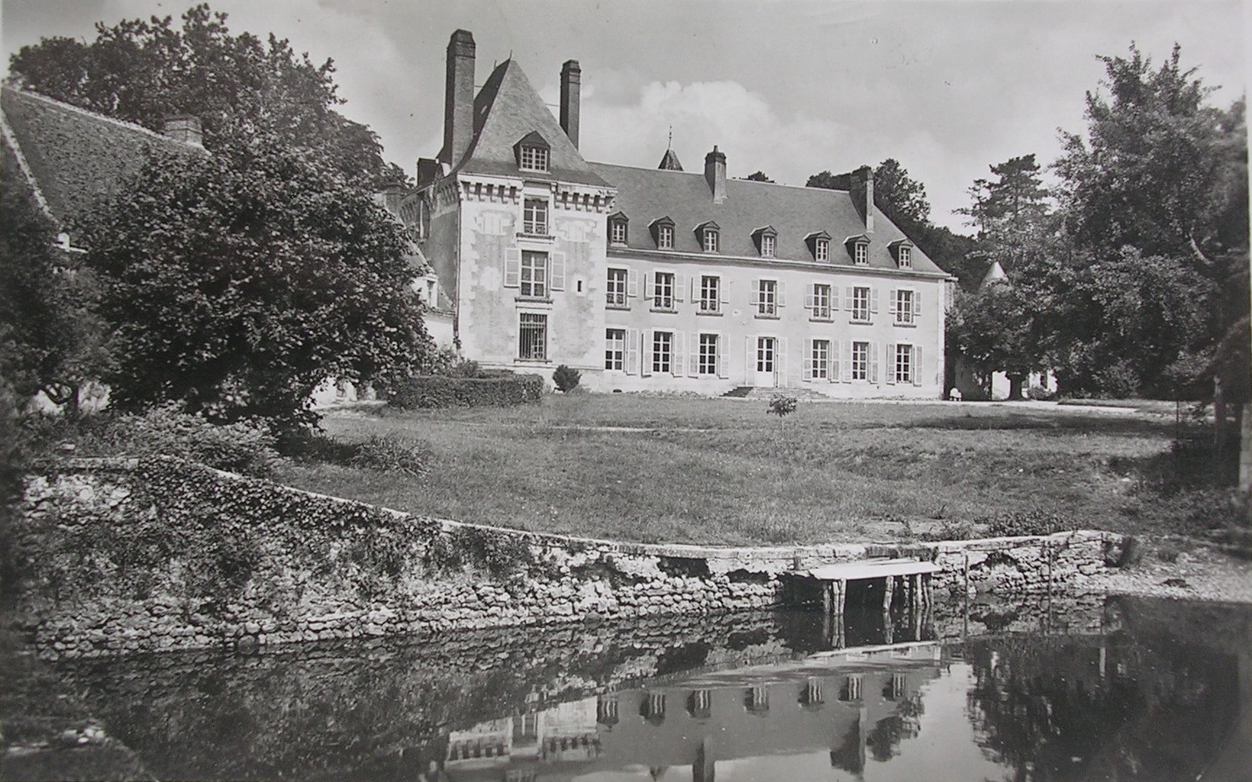
Le château de la Prousterie (Avezé)
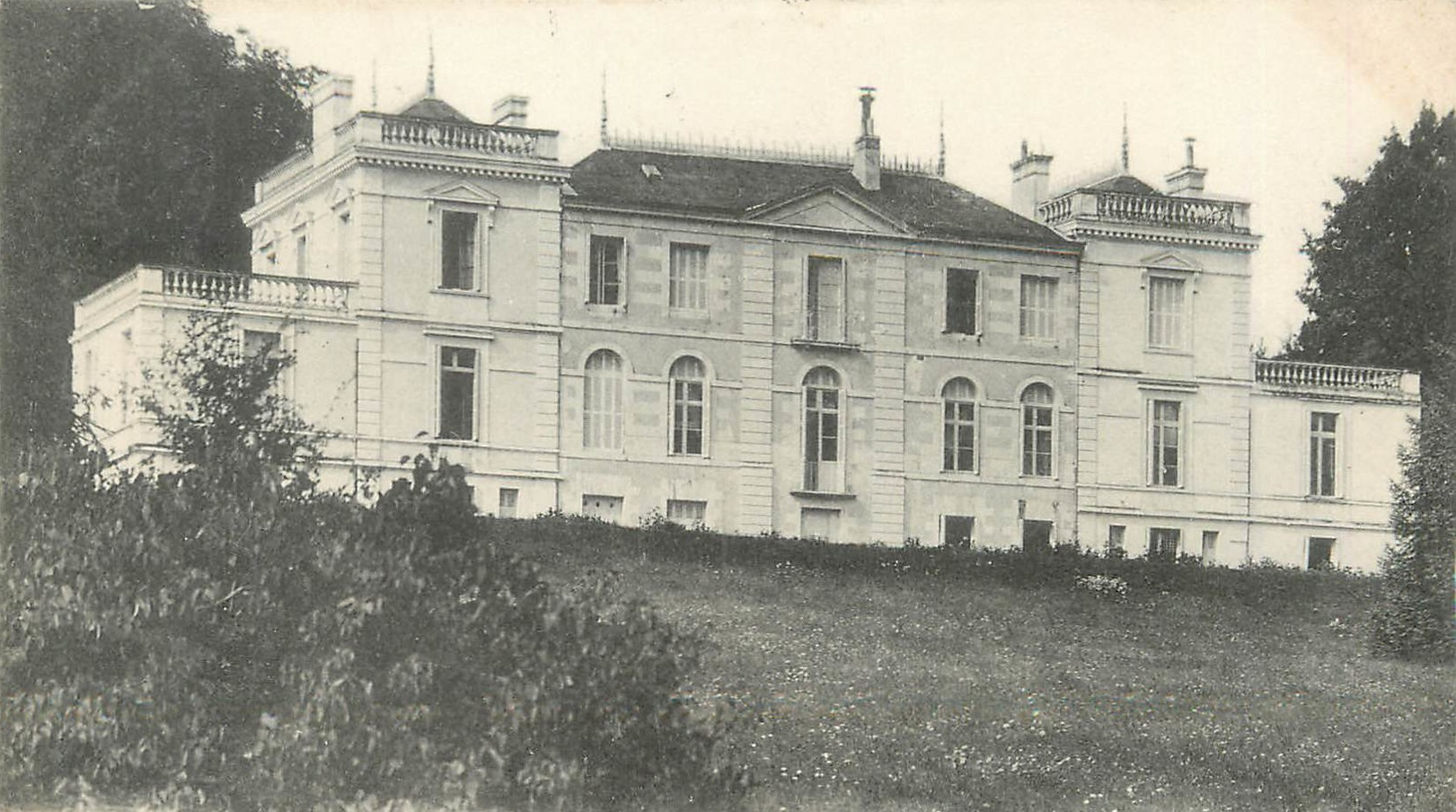
Le château de la Billetrie (Fondettes)
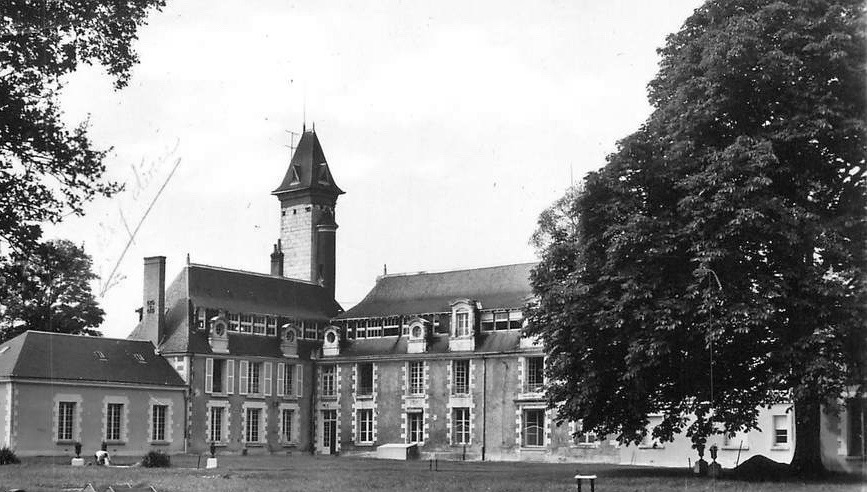
Le château des Grandes Brosses (Mettray)
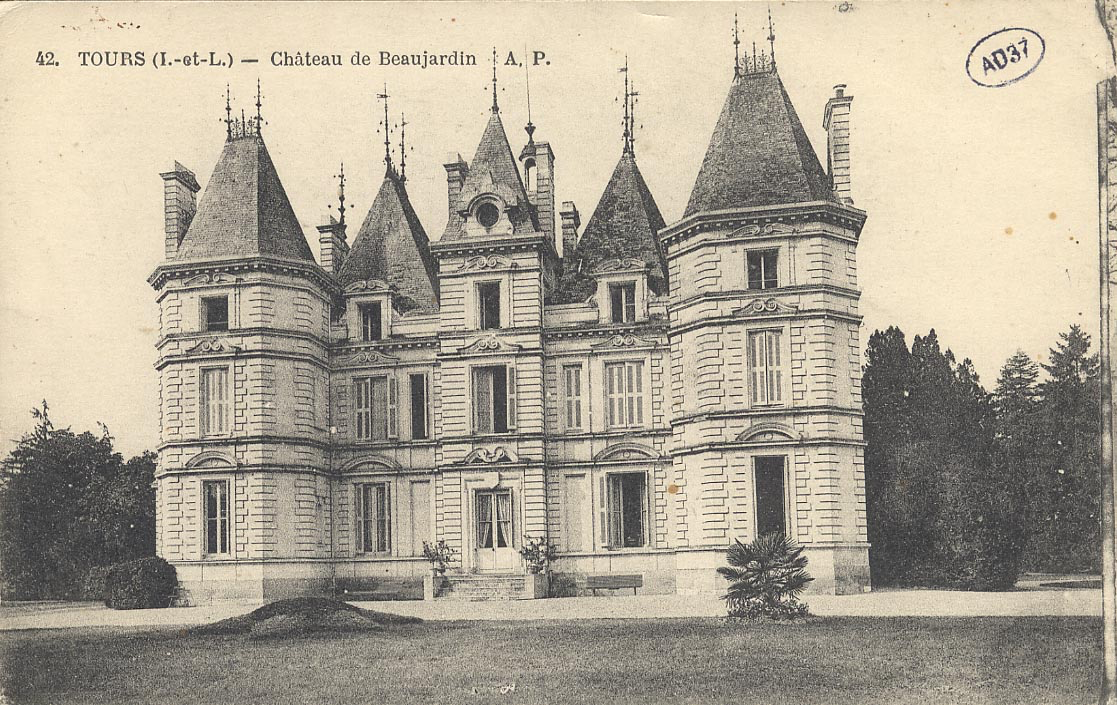
Le château de Beaujardin (Tours)
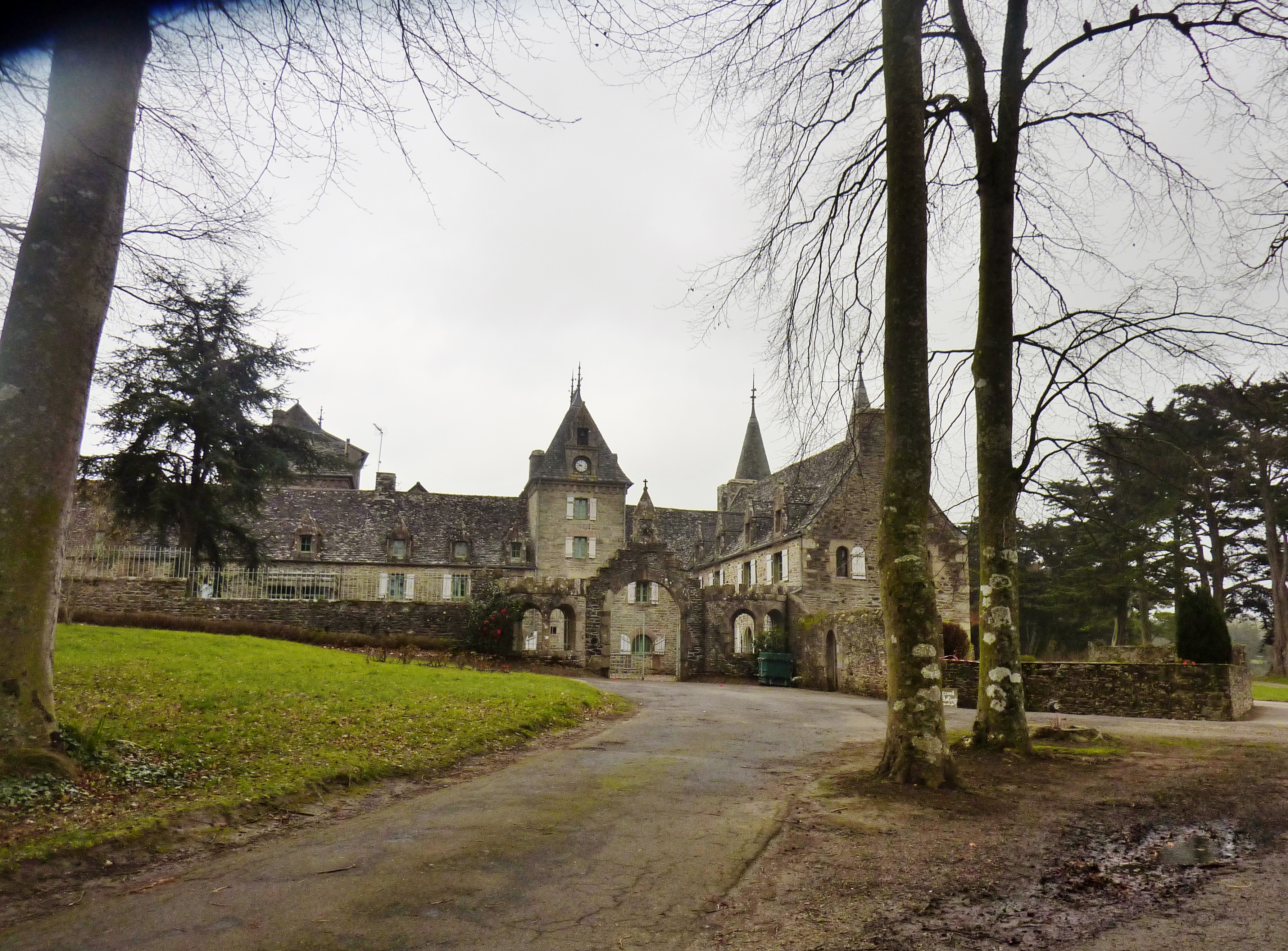
Le manoir de l'Île-Blanche (Locquirec)
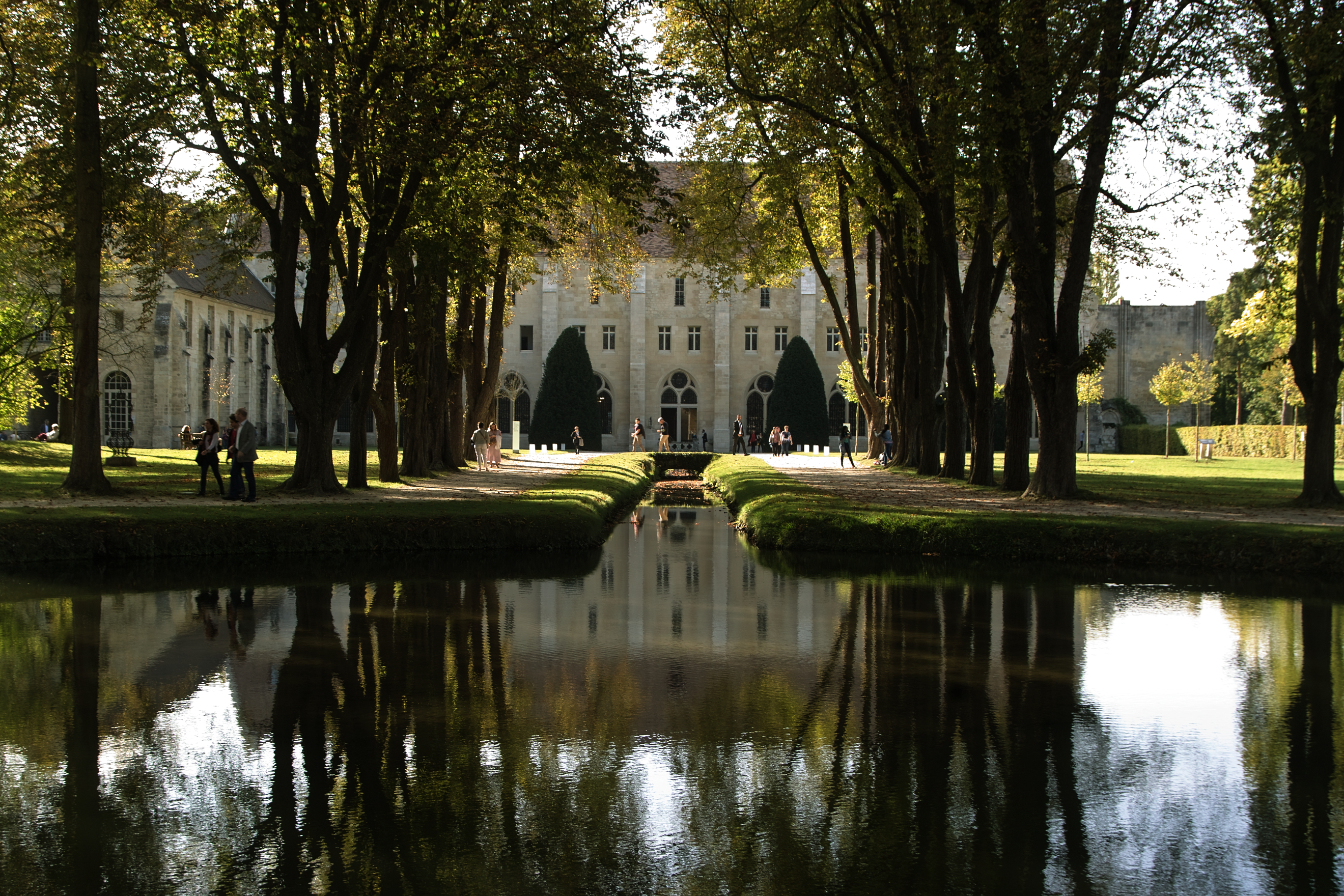
L'abbaye de Royaumont.
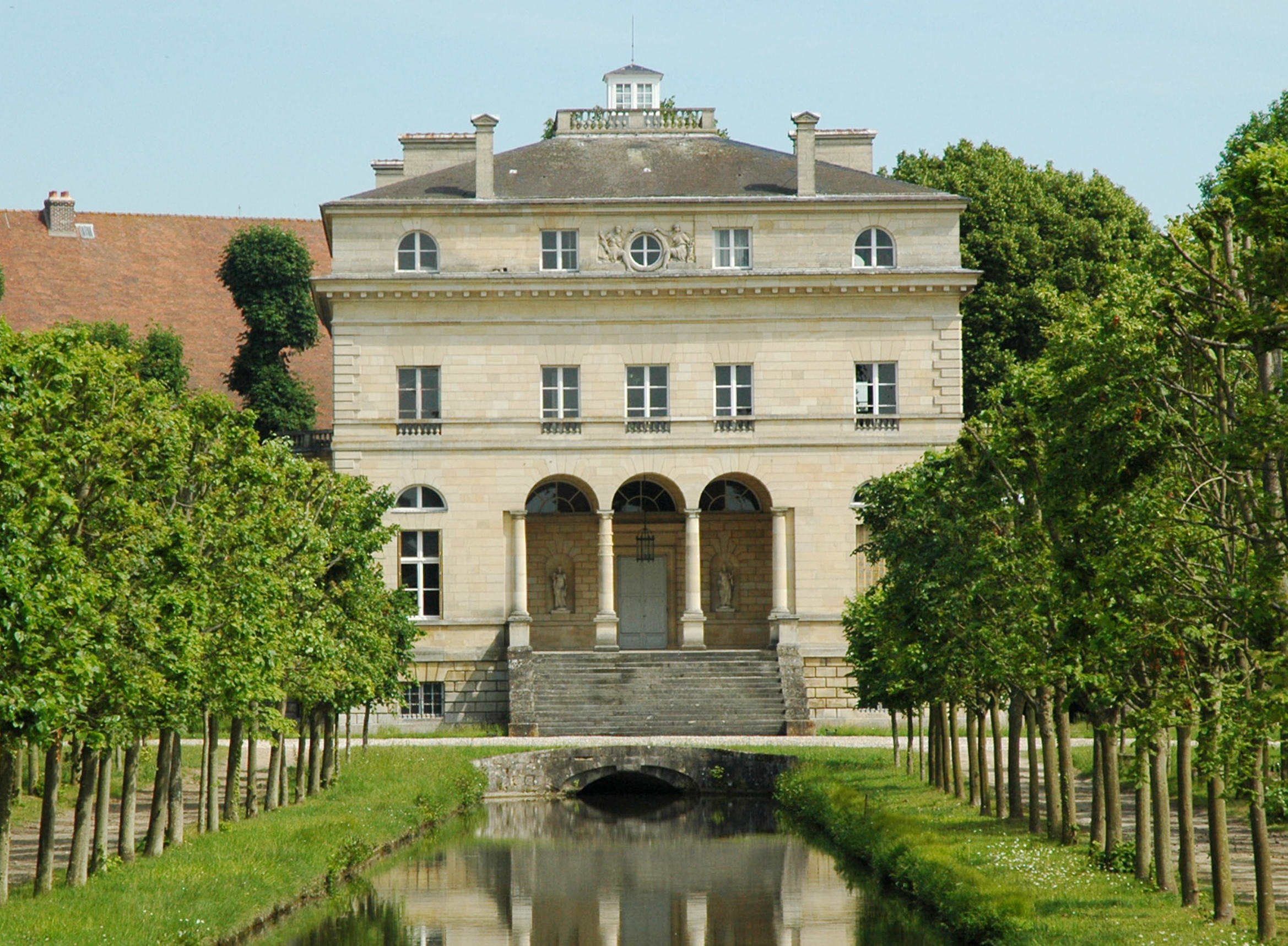
Le palais abbatial de Royaumont
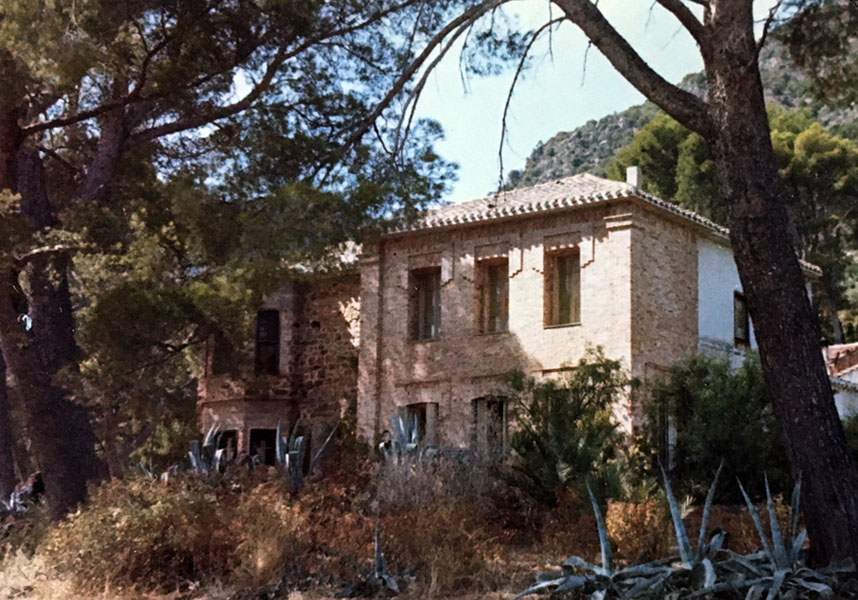
La Villa Goüin (Capoterra)
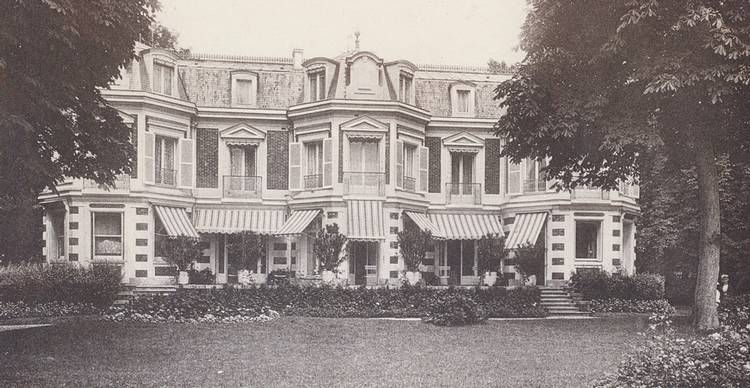
La Villa Desmarest (Croissy-sur-Seine)
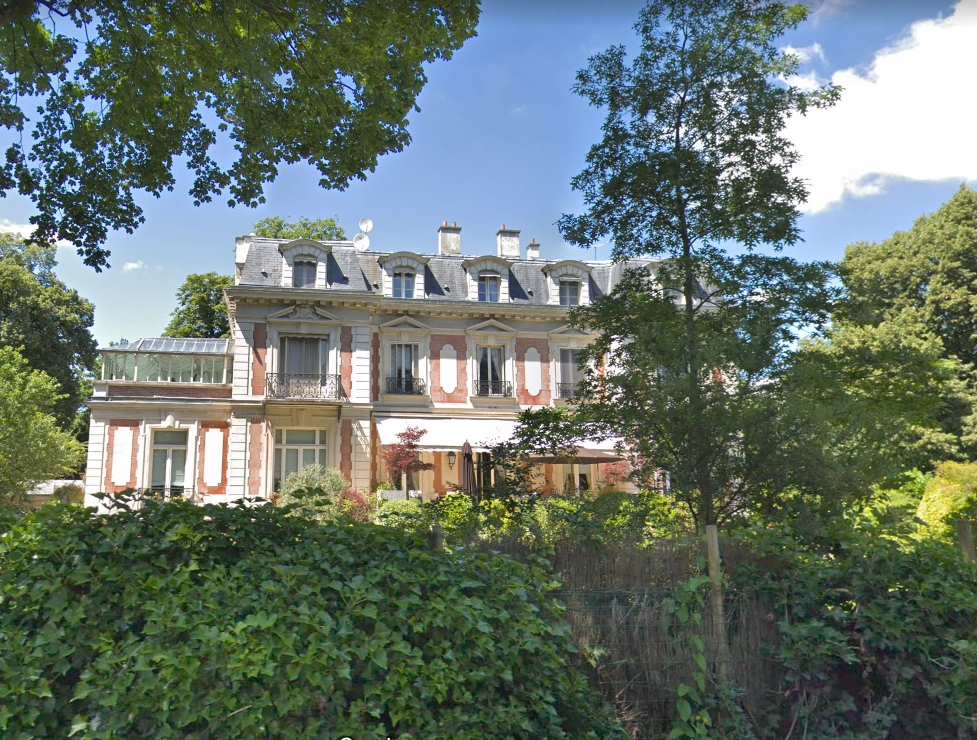
L'hôtel de la berge de la prairie (Croissy-sur-Seine)
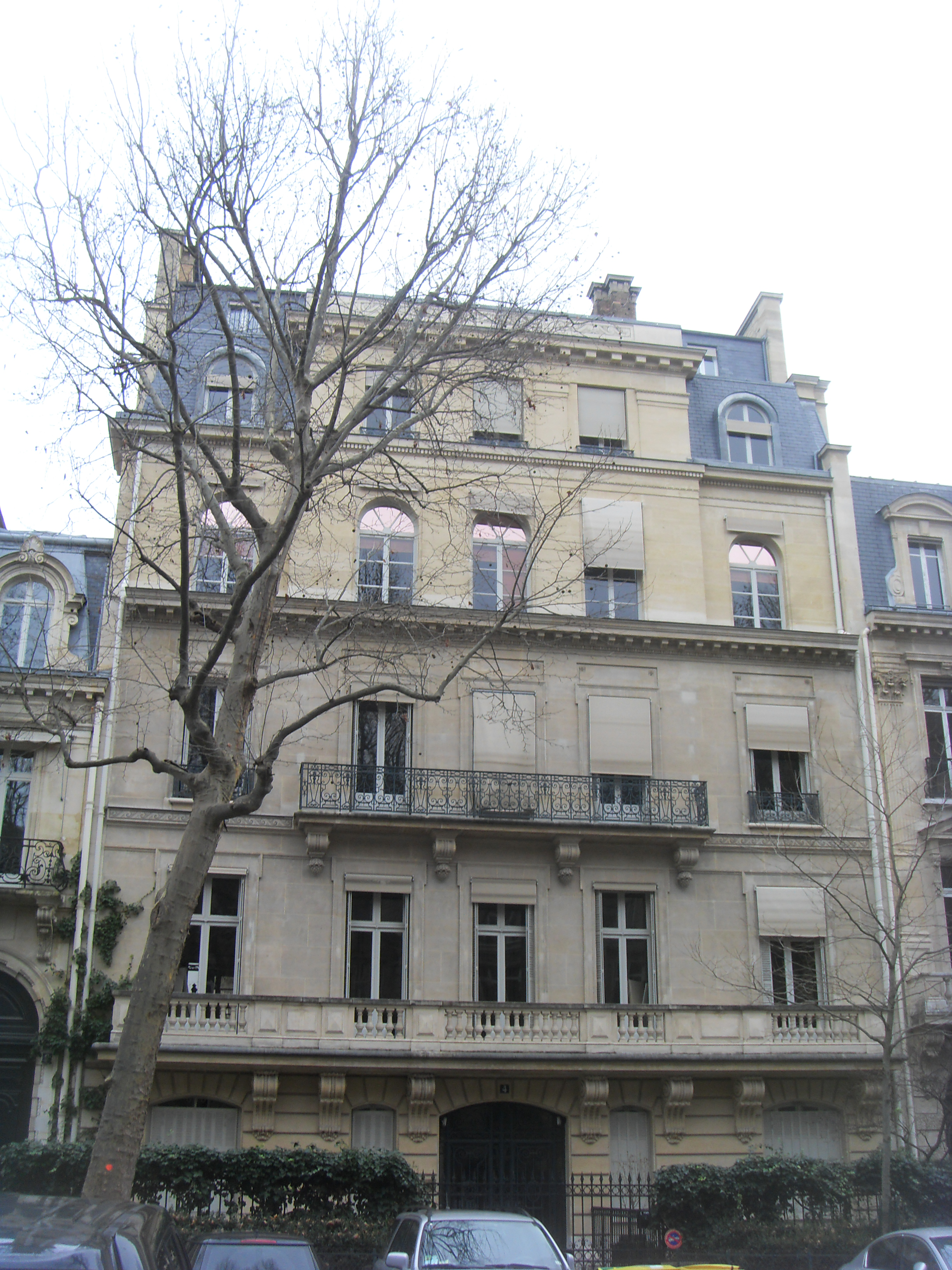
L'hôtel du no 4 de l'avenue Velasquez (Paris)

## Quelques descendants en ligne féminine
- Charlotte de Turckheim
- Olivier Sarkozy
- Julia Piaton

## Hommages
- Rue Ernest-Goüin
- Square Ernest-Goüin
- Avenue Eugène-Goüin (Tours)
- Hôpital Goüin